# Rhadinella xerophila
Rhadinella xerophila — вид неотруйних змій родини полозових (Colubridae).. Описаний у 2018 році.

## Поширення
Ендемік Гватемали. Поширений у долині річки Мотаґуа. Живе у сухих тропічних лісах і чагарникових заростях.

## Опис
Тіло темно-сіре, на спині проходить темніша смуга. Голова чорна з неправильними рудими відмітинами.